# Gianni Guigou
Gianni Bismark Guigou Martínez (* 22. Februar 1975 in Nueva Palmira) ist ein ehemaliger uruguayischer Fußballspieler, er spielte auf der Position eines Flügelspielers.

## Karriere

### Verein
Der 1,76 Meter große Gianni Guigou startete seine Karriere 1994 beim uruguayischen Traditionsverein Nacional Montevideo. Dort wird er belegterweise seit der Clausura 1995 im Kader der in der Primera División spielenden Ersten Mannschaft geführt. Bis einschließlich der Clausura 2000 absolvierte er für die Bolsos 75 Spiele in der Liga, bei denen er sechs Treffer erzielte. In den Jahren 1998 und 2000 konnte er zweimal den Gewinn der nationalen Meisterschaft feiern. Zur Saison 2000/01 in die italienische Serie A zur AS Rom wechselte. Hier kam er regelmäßig zum Einsatz und wurde bereits in seiner ersten Saison in Rom italienischer Meister. Es gelang ihm jedoch nie, einen Stammplatz zu erobern, weshalb er zur Saison 2003/04 an den Serie-A-Verein AC Siena ausgeliehen wurde, wo er sich auf Anhieb einen Stammplatz erspielen konnte. Jedoch blieb er nur eine Saison in Siena, ehe er zur Saison 2004/05 zum AC Florenz wechselte; hier kam er jedoch in zwei Saisons nur auf sechs Einsätze, weshalb er in der Winterpause der Saison 2005/06 an den FBC Treviso verkauft wurde. In Treviso wurde er wiederum Stammspieler und blieb bis 2009. Dann wechselte er wieder zu seinem Heimatverein Nacional Montevideo, wo er seit der Apertura 2009 wieder im Kader stand und in der Spielzeit 2009/10 14-mal in der Liga eingesetzt wurde (ein Tor). Nach der Clausura 2010 verließ er den Verein.

### Nationalmannschaft
Guigou absolvierte von seinem Debüt am 1. Juli 1999 bis zu seinem letzten Einsatz am 1. Juni 2004 41 Länderspiele Nationalmannschaftskarriere für die uruguayische Fußballnationalmannschaft. Einen Treffer erzielte er nicht. Er gehörte sowohl dem Aufgebot bei der Copa América 1999 als auch demjenigen bei der Fußball-Weltmeisterschaft 2002 an. Bei der WM kam er in zwei Spielen zum Einsatz.

## Titel und Erfolge
- Italienischer Meister: 2000/01 mit der AS Rom
- 2× Uruguayischer Meister: 1998 und 2000 mit Nacional Montevideo